# 亚历山德罗·皮廷
亚历山德罗·皮廷（義大利語：Alessandro Pittin，1990年2月11日—），意大利男子北欧两项运动员。他曾代表意大利参加2006年、2010年、2014年、2018年和2022年冬季奥林匹克运动会北欧两项比赛，获得一枚铜牌。